# Camfranglais
Il camfranglais è un gergo camerunese basato sul francese con ampio utilizzo di parole inglesi, creole e di lingue locali del Camerun. Questo gergo è comprensibile da un francofono, ad eccezione di alcuni termini presi in prestito dall'inglese e dalle lingue regionali del Camerun.
Parlando il camfranglais, non è necessario ricorrere sistematicamente alla sostituzione dei termini. In effetti, il termine specifico camfranglais e il corrispondente termine francese sono intercambiabili.
Francese e inglese sono le lingue ufficiali del Camerun, ma nel paese si parlano oltre 250 lingue, il che rende la comunicazione difficile senza una lingua comune. Il camfranglais emerse nella metà degli anni '70 dopo la riunificazione del Camerun francofono con il Camerun anglofono. l punti di origine potrebbero essere stati i mercati, i porti, e gli stadi delle grandi città camerunesi. È diventato di moda a partire dalla fine del 1990, soprattutto grazie al suo utilizzo da parte di musicisti popolari.
Il camfranglais è molto popolare nei centri urbani densamente urbanizzati dove è alta la compresenza di camerunesi anglofoni e francofoni. La miscela linguistica è comune tra i giovani del paese, e rivaleggia con il creolo come lingua franca più comune.
Il camfranglais causa preoccupazione negli educatori, i quali temono che questo gergo potrebbe ostacolare sia l'acquisizione del francese che dell'inglese ordinario, di fatto una scorciatoia al vero bilinguismo.

## Qualche espressione tipica
| Camfranglese               | Francese                         | Traduzione italiana         |
| -------------------------- | -------------------------------- | --------------------------- |
| On va all back au mboa     | Nous allons tous rentrer au pays | Andremo tutti a casa        |
| Le mbom ci est trop chiche | Ce gars est ingrat               | Questo ragazzo è un ingrato |
| Les ways fort              | Les histoires intéressantes      | Storie interessanti         |
| Je wanda                   | Ça m'étonne                      | Sono sorpreso               |
| Il fimba à mon cousin      | Il resemble à mon cousin         | Assomiglia a mio cugino     |